# Joe Hassett
Joseph Patrick "Joe" Hassett jr. (Providence, Rhode Island,  11 de septiembre de 1955) es un exjugador de baloncesto estadounidense que disputó seis temporadas en la NBA. Con 1,90 metros de estatura, jugaba en la posición de base.

## Trayectoria deportiva

### Universidad
Jugó durante cuatro temporadas con los Friars del Providence College, en las que promedió 14,9 puntos y 2,8 asistencias por partido. En la actualidad figura como sexto máximo anotador de la historia de su universidad.

### Selección nacional
En 1975 formó parte de la Selección de Estados Unidos que logró la medalla de oro en los Juegos Panamericanos disputados en Ciudad de México.

### Profesional
Fue elegido en la quincuagésimo segunda posición del Draft de la NBA de 1977 por Seattle SuperSonics, donde jugó dos temporadas, proclamándose campeón de la NBA en la segunda de ellas, tras derrotar en las Finales a Washington Bullets. Hassett promedió ese año 4,1 puntos por partido como suplente de Gus Williams.
Tras ser despedido, ficha como agente libre por Indiana Pacers, donde juega una temporada en la que promedia 7,1 puntos y 1,4 asistencias por partido. Al término de la misma, entra en el Draft de Expansión por la llegada a la liga de un nuevo equipo, los Dallas Mavericks, quienes lo eligen para su plantilla, pero tras 17 partidos es despedido nuevamente.
Con la temporada 1980-81 ya comenzada, ficha por Golden State Warriors, con quienes al año siguiente se convertiría en el jugador de la liga que más triples lanzaría, 214, y el segundo que más anotó, 71. Jugó una temporada más con los Warriors antes de retirarse definitivamente.

## Estadísticas de su carrera en la NBA

### Temporada regular
| Temporada | Edad | Equipo                | Liga | P   | TIT | MIN  | TC  | TCA | %TC  | 3P  | 3PA | %3P  | TL  | TLA | %TL   | R.OF. | R.DEF. | REB | ASIS | ROB | TAP | PER | FP  | PTS |
| 1977-78   | 22   | Seattle SuperSonics   | NBA  | 48  |     | 8.4  | 1.9 | 4.3 | .444 |     |     |      | 0.2 | 0.3 | .833  | 0.3   | 0.5    | 0.8 | 0.9  | 0.4 | 0.0 | 0.7 | 0.9 | 4.0 |
| 1978-79   | 23   | Seattle SuperSonics   | NBA  | 55  |     | 8.4  | 1.8 | 3.8 | .474 |     |     |      | 0.4 | 0.4 | 1.000 | 0.2   | 0.6    | 0.8 | 0.8  | 0.3 | 0.1 | 0.6 | 1.1 | 4.1 |
| 1979-80   | 24   | Indiana Pacers        | NBA  | 74  |     | 15.3 | 2.9 | 6.9 | .422 | 0.9 | 2.7 | .348 | 0.3 | 0.4 | .828  | 0.5   | 0.8    | 1.3 | 1.4  | 0.6 | 0.1 | 0.6 | 1.1 | 7.1 |
| 1980-81   | 25   | TOTAL                 | NBA  | 41  |     | 17.4 | 3.5 | 8.3 | .421 | 1.3 | 3.8 | .340 | 0.4 | 0.5 | .810  | 0.6   | 1.1    | 1.7 | 1.8  | 0.3 | 0.0 | 0.5 | 1.6 | 8.7 |
| 1980-81   | 25   | Dallas Mavericks      | NBA  | 17  |     | 16.5 | 3.5 | 8.4 | .415 | 0.6 | 2.4 | .250 | 0.6 | 0.8 | .769  | 0.6   | 0.8    | 1.5 | 1.1  | 0.3 | 0.0 | 0.6 | 1.2 | 8.1 |
| 1980-81   | 25   | Golden State Warriors | NBA  | 24  |     | 18.1 | 3.5 | 8.3 | .424 | 1.8 | 4.8 | .371 | 0.3 | 0.3 | .875  | 0.5   | 1.3    | 1.8 | 2.3  | 0.3 | 0.1 | 0.5 | 1.8 | 9.1 |
| 1981-82   | 26   | Golden State Warriors | NBA  | 68  | 2   | 11.6 | 2.1 | 5.6 | .377 | 1.0 | 3.1 | .332 | 0.5 | 0.5 | .838  | 0.2   | 0.6    | 0.8 | 1.5  | 0.4 | 0.0 | 0.5 | 1.4 | 5.7 |
| 1982-83   | 27   | Golden State Warriors | NBA  | 6   | 2   | 23.2 | 3.2 | 7.3 | .432 | 0.2 | 1.5 | .111 | 0.0 | 0.0 |       | 0.5   | 1.3    | 1.8 | 3.5  | 0.3 | 0.0 | 1.5 | 2.3 | 6.5 |
| Total     |      |                       | NBA  | 292 | 4   | 12.5 | 2.4 | 5.8 | .421 | 1.0 | 3.1 | .336 | 0.4 | 0.4 | .861  | 0.3   | 0.7    | 1.1 | 1.3  | 0.4 | 0.1 | 0.6 | 1.2 | 5.9 |

### Playoffs
| Temporada | Edad | Equipo              | Liga | P  | MIN | TCA | TC | 3PA | 3P | TLA | TL | R.OF. | REB | ASIS | ROB | TAP | PER | FP | PTS | %TC  | %3P | %FT | MIN | PTS | REB | AST |
| 1977-78   | 22   | Seattle SuperSonics | NBA  | 8  | 22  | 7   | 13 |     |    | 0   | 0  | 0     | 2   | 0    | 1   | 0   | 1   | 1  | 14  | .538 |     |     | 2.8 | 1.8 | 0.3 | 0.0 |
| 1978-79   | 23   | Seattle SuperSonics | NBA  | 8  | 15  | 3   | 7  |     |    | 0   | 0  | 0     | 1   | 1    | 0   | 0   | 2   | 0  | 6   | .429 |     |     | 1.9 | 0.8 | 0.1 | 0.1 |
| Total     |      |                     | NBA  | 16 | 37  | 10  | 20 |     |    | 0   | 0  | 0     | 3   | 1    | 1   | 0   | 3   | 1  | 20  | .500 |     |     | 2.3 | 1.3 | 0.2 | 0.1 |